# Кодови словенских култура
Ко́дови сло́венских култу́ра (укр. Коди слов'янських культур) — щорічник, присвячений духовній культурі слов'янських народів. Віддання переваги кодовому прочитанню фактів фольклору не виключає інших підходів: філологічного, культурно-історичного тощо. В назві журналу відображено бачення різноманітності слов'янських культур поруч зі спільним їх походженням. Головною метою діахронічних реконструкцій є їхні історичні зв'язки.
Починаючи з 1996 року вийшло 10 томів журналу. В них міститься 121 текст, 68 з яких видані сербською, а 53 — російською мовами. Автори статей походять з одинадцяти країн: Бельгії, Білорусі, Болгарії, Німеччнини, Польщі, Росії, Сербії, Словаччини, Словенії, України та Хорватії. 
Членами редакційної колегії від початку до останнього тому є Анна Плотнікова, Тетяна Агапкіна і Деян Айдачич (засновник та головний редактор).

## Теми
- рослини (1/1996)
- їжа та напої (2/1997)
- весілля (3/1998)
- частини тіла (4/1999)
- землеробство (5/2000)
- кольори (6/2001)
- діти (7/2002)
- птахи (8/2003)
- смерть (9/2004)
- вогонь (10/2008)

Кожен том містив також тематичну бібліографію, пов'язану з темою номера.